# Chiesa di Sant'Antonio (San Fedele Intelvi)
La chiesa di Sant'Antonio è la parrocchiale di San Fedele Intelvi, frazione del comune sparso di Centro Valle Intelvi, in provincia e diocesi di Como; fa parte del vicariato di Castiglione d'Intelvi.

## Storia e descrizione
La località San Fedele Inferiore ospita la chiesa di Sant'Antonio, di origine romanica (XII secolo) ma profondamente ristrutturata nel corso dei secoli. La chiesa si rese indipendente dalla plebana di Montronio in Castiglione nel 1677.
Gli elementi romanici della chiesa consistono nella facciata a capanna (realizzata dalla scuola di Benedetto Antelami attorno alla metà del 1100 in conci di pietra a vista), nel portale d'ingresso e nel campanile a pianta quadrata, quest'ultimo tuttavia modificato nel Seicento assieme al resto dell'edificio. Il portale, dotato di semicolonne strombate e di sculture decorative, è realizzato in pietra a vista, così come lo sono il campanile e la prima parte del prospetto sud, corrispondente all'ingresso e alla prima campata.
La chiesa presenta una pianta a T, chiusa da un'abside semicircolare e avente due bracci nord e sud molto sviluppati. L'abside non corrisponde a quella originaria romanica, che fu demolita nell'Ottocento assieme a una cappella affrescata dedicata a san Rocco. Neanche la prima cappella a destra e la nicchia del fonte battesimale facevano parte della struttura originale della chiesa.
All'interno, la chiesa conserva un affresco Cinquecentesco di una Madonna col Bambino e i Santi, oltre a stucchi e affreschi Seicenteschi di Diego Francesco Carloni. Del Settecento sono invece due paliotti in scagliola policroma, di cui uno raffigurante la figura di San Carlo, realizzati da autori locali.